# Promops nasutus
Promops nasutus là một loài động vật có vú trong họ Dơi thò đuôi, bộ Dơi. Loài này được Spix mô tả năm 1823.